# Ulrike Diebold

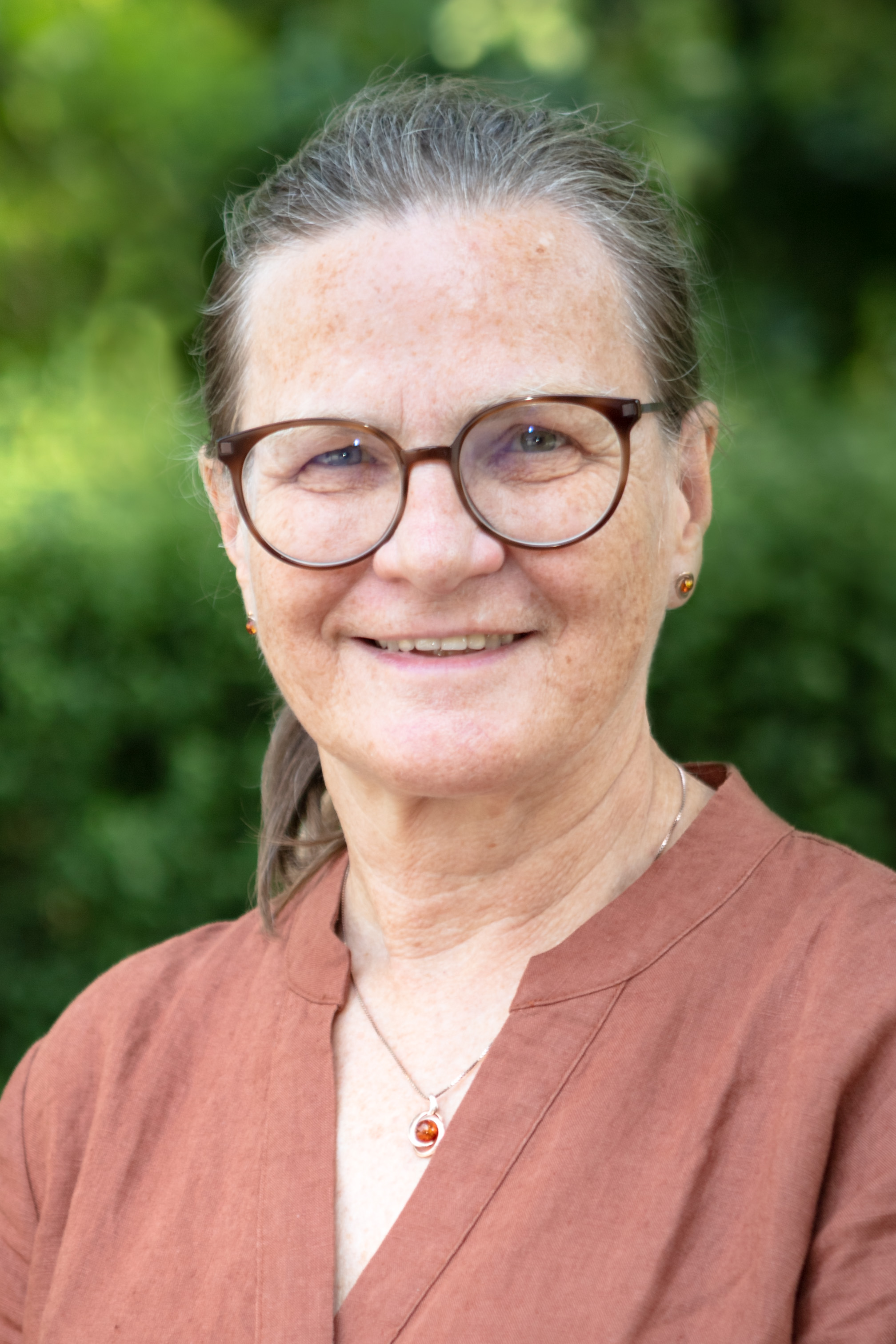
Ulrike Diebold

Ulrike Diebold (* 12. Dezember 1961 in Kapfenberg) ist eine österreichische Physikerin und Hochschullehrerin.

## Leben
Ulrike Diebold studierte an der Technischen Universität Wien Technische Physik, ihr Studium schloss sie 1986 mit Diplom ab. 1990 wurde sie an der TU Wien zum Dr. techn. promoviert. Danach war sie bis 1993 Postdoktorandin an der Rutgers University in New Jersey. Ab 1993 lehrte und forschte sie an der Tulane University in New Orleans, zunächst als Assistant Professor, ab 1999 als Associate Professor und von 2001 bis 2011 als Full Professor. Seit 2011 ist sie dort als Research Professor tätig.
2010 wurde sie als Professorin für Oberflächenphysik an das Institut für Angewandte Physik der Technischen Universität Wien berufen. In ihrer wissenschaftlichen Arbeit beschäftigt sie sich mit der Erforschung von Oberflächenstrukturen und molekularen Prozessen von Metalloxiden mithilfe von Techniken der Oberflächenspektroskopie und der Rastertunnelmikroskopie.
Am 22. April 2022 wurde sie von den Akademiemitgliedern zur Vizepräsidentin der Österreichischen Akademie der Wissenschaften (ÖAW) unter Präsident Heinz Faßmann ab Juli 2022 gewählt.

## Auszeichnungen
- 2012 und 2020: Advanced Grant des Europäischen Forschungsrates (ERC)[4]
- 2013: Arthur W. Adamson Award der American Chemical Society
- 2013: Wittgenstein-Preis
- 2015: Blaise-Pascal-Medaille
- seit 2012 korrespondierendes und seit 2014 wirkliches Mitglied der Österreichischen Akademie der Wissenschaften
- seit 2015 Mitglied der Deutschen Akademie der Naturforscher Leopoldina[5]
- 2019: Preis der Stadt Wien für Naturwissenschaften[6]
- seit 2019 Mitglied der Academia Europaea[7]
- seit 2021 Mitglied der American Academy of Arts and Sciences[8]